# Nicole Rotter
Nicole Rotter (* 31. Juli 1970 in München) ist eine deutsche HNO-Ärztin, Gesundheitsökonomin und Hochschullehrerin. 

## Leben
Nicole Rotter studierte 1990 bis 1996 Medizin an der Ludwig-Maximilians-Universität (LMU) München und promovierte dort 1997 mit „Untersuchungen zum in vivo-Verhalten von in vitro-hergestelltem Knorpeltransplantatmaterial“. Nach Forschungsaufenthalten am Center for Tissue Engineering der University of Massachusetts (USA) war sie als HNO-Fachärztin zunächst an der Universitäts-HNO-Klinik in München tätig. 
2003 wechselte sie an das Universitätsklinikum Schleswig-Holstein, Campus Lübeck. Dort schloss sie 2004 ein berufsbegleitendes Studium der Gesundheitsökonomie an der European Business School ab, habilitierte an der Universität Lübeck zum Thema „Tissue Engineering von Knorpelgewebe und respiratorischem Epithel für die rekonstruktive Kopf-Hals-Chirurgie“ und erhielt die Venia Legendi. 2005 wurde sie zur Oberärztin, 2008 zur geschäftsführenden Oberärztin an der HNO-Klinik des Universitätsklinikums Schleswig-Holstein ernannt. 
Anschließend wechselte sie als leitende Oberärztin und stellvertretende Klinikdirektorin an die HNO-Klinik der Universität Ulm. 2016 erhielt sie den Ruf auf die Professur für Hals-Nasen-Ohrenheilkunde der Johannes Kepler Universität Linz (Österreich). 2017 wurde sie Direktorin der Hals-Nasen-Ohren-Klinik des Universitätsklinikums Mannheim und wurde auf den Lehrstuhl für Hals-, Nasen- und Ohrenheilkunde der Medizinischen Fakultät Mannheim der Universität Heidelberg berufen. Im Jahr 2019 wurde Nicole Rotter in der Sektion Ophthalmologie, Oto-Rhino-Laryngologie und Stomatologie als Mitglied in die Nationale Akademie der Wissenschaften Leopoldina aufgenommen.

## Arbeitsschwerpunkte
Nicole Rotter ist approbierte Ärztin für Hals-Nasen-Ohrenheilkunde (2002) und verfügt über die Zusatzqualifikationen ‚Allergologie‘ (2006) und ‚Plastische Operationen‘ (2010). Zu ihren klinischen Schwerpunkten gehören die chirurgische Behandlung von Kopf-Hals-Tumoren, die Mittelohrchirurgie mit Cochlea Implantaten und teilimplantierbaren Hörgeräten, die Schädelbasischirurgie sowie die plastisch-rekonstruktive Chirurgie.

## Forschungsschwerpunkte
Nicole Rotters wissenschaftliches Interesse liegt vor allem auf der bei der Behandlung von HNO-Tumoren bedeutsamen Regeneration von Knorpel- und Speicheldrüsengewebe, der roboter-assistierten (Onko-)Chirurgie und dem Angioödem. Hier war bzw. ist sie eingebunden in das EU-Forschungsnetzwerk EXPERTTISSUES, das EU-Projekt EAREG, das Zentrum für muskoskelletale Forschung der Universität Ulm und die Multicenterstrudie Angioödem.

## Mitgliedschaften
Nicole Rotter ist Mitglied in folgenden Fachgesellschaften:
- Deutsche Akademie der Naturforscher Leopoldina[5]
- Tissue Engineering Society International (EU Chapter Council Member)
- Deutsche Gesellschaft für HNO-Heilkunde, Kopf- und Halschirurgie
- Deutsche Akademie für Hals-Nasen-Ohrenheilkunde, Kopf- und Halschirurgie
- International Cartilage Repair Society
- European Tissue Engineering Society
- European Academy of Facial Plastic Surgery